# Mary Nótár
Mary Nótár, rodným jménem Mária Nótár (* 2. července 1985 Veszprém) je maďarská zpěvačka romského původu.

## Život
Začala zpívat už od útlého věku, často hrávala se svým otcem v kapele. Její kariéra začala v roce 2002, poté, co ji objevil hledač talentů Bodi Guszti. V 16 letech natočila svá 2 první sólová alba Hajnal csillag (2002) a Egyszer egy éjszaka (2002). Poté následovalo album Jeges szív (2004), za které získala zlatou desku. V roce 2005 účinkovala na romském festivalu Roma sztárparáde 2, ve kterém se stala více známou díky písni „Itt piros hol a piros“. V letech 2005–2006 natočila 2 alba s duety s Bodi Csabim, synem Bodiho Gusztiho. V roce 2007 natočila své další sólové album Cigánylány, které patří dodnes mezi nejoblíbenější alba v Maďarsku. Rok 2010 byl pro Mary velmi úspěšný hlavně díky videoklipu Rázd meg (z alba Rumcsaka), který dosáhl na YouTube více než 8 miliónu zhlédnutí.

## Diskografie
- Egyszer egy éjszaka (2002)
- Hajnal csillag (2002)
- Jeges szív (2004)
- Cigánylány (2007)
- Hódító varázs (2008)
- Érzések (2009)
- Rumcsaka (2010)
- Életvirág (2011)
- Érezd a ritmust (2012)
- Jó a stílusom (2013)
- Mindenkinek szól (2014)
- Zenebomba (2015)
- Sorsunk Hídja (2018)

## Ocenění
- Zambo Jimmy Award (2007)
- Fonogram (2014) (za album Jo a stílusom )
- Fonogram (2015) (za album Mindenkinek szól )